# Yūichirō Sakamoto
Yūichirō Sakamoto (jap. 坂本雄一郎 Sakamoto Yūichirō; ur. 27 sierpnia 1975 w Ibaraki) – siatkarz, reprezentant Japonii w piłce siatkowej mężczyzn.
W reprezentacji gra na pozycji środkowego blokującego. Mierzy 195 cm, waży 88 kg. Jego zasięg z wyskoku do ataku to 343 cm, a z wyskoku do bloku 333 cm. Aktualnie występuje w klubie Suntory Sunbirds.